# 思想家一覧
思想家一覧（しそうかいちらん）は、思想家や哲学者の分野別一覧。
各カテゴリーに分類されているが、一つの部類ではなく、その思想家の活動が複数のカテゴリーにまたがっている場合も十分考えられる。その場合は、ノートも参照のこと。

## ギリシャ哲学・ローマ哲学

### 自然哲学者
- タレス
- アナクシマンドロス
- アナクシメネス
- ヘラクレイトス
- アナクサゴラス
- ピタゴラス

### エレア派
- クセノファネス
- パルメニデス
- ゼノン (エレア派)
- メリッソス

### 原子論者
- レウキッポス
- デモクリトス
- エピクロス
- ルクレティウス

### ソクラテス以後
- ソクラテス
- クセノポン
- クセノクラテス
- アンティステネス
- アリスティッポス
- メガラのエウクレイデス
- エリスのパイドン
- ディオゲネス - 犬儒学派

### アカデメイア学派
- プラトン
- スペウシッポス
- アルケシラオス
- クセノクラテス
- カルネアデス

### 逍遥学派
- アリストテレス
- テオプラストス

### エピクロス派
- エピクロス
- ルクレティウス

### ストア派
- ゼノン
- クレアンテス
- クリュシッポス
- パナイティオス
- ポセイドニオス
- セネカ
- エピクテトス
- マルクス・アウレリウス・アントニヌス

### 古代懐疑論
- ピュロン
- セクストス・エンペイリコス

### 新プラトン派（ネオプラトニズム）
- プロティノス

### 医学思想
- ヒポクラテス
- ガレノス

## イスラーム哲学
- イブン・スィーナー（アビセンナ）
- イブン・アラビー
- イブン・ルシュド(アヴェロエス)
- キンディー
- ファーラービー
- スフラワルディー
- ガザーリー
- イブン・ハズム
- 劉智 - 『天方性理』の著者。いわゆる回儒
- 馬徳新

## インド哲学
- ヴァッラバ
- ヴィヴェーカーナンダ
- オーロビンド・ゴーシュ
- カビール
- グル・ナーナク
- クンダクンダ
- シャンカラ
- マハーヴィーラ
- ラビンドラナート・タゴール
- ラーマクリシュナ
- ラーマーナンダ
- ラーマーヌジャ

## 仏教
- 釈迦

### 中観
- 龍樹（ナーガールジュナ）
- 聖提婆（アーリヤデーヴァ）
- 清弁（バーヴァヴィヴェーカ、バヴィヤとも）
- 寂護（シャーンタラクシタ）
- 仏護（ブッタパーリタ）
- 月称（チャンドラキールティ）
- 寂天（シャーンティデーヴァ）

### 唯識
- 弥勒（マイトレーヤ）
- 無著（アサンガ）
- 世親（ヴァスバンドゥ）
- 護法（ダルマパーラ）

### 論理学
- 陳那（ディグナーガ）
- 法称（ダルマキールティ）

### 中国仏教
- 竺法護
- 支遁
- 釈道安
- 慧遠
- 竺道生
- 鳩摩羅什
- 真諦
- 曇鸞
- 智顗
- 道綽
- 玄奘三蔵
- 善導
- 慧能
- 一行
- 不空金剛
- 臨済義玄

### 日本仏教
- 聖徳太子
- 行基
- 空海
- 最澄
- 円仁
- 空也
- 覚鑁
- 源信
- 良忍

#### 鎌倉時代
- 明菴栄西
- 道元
- 無学祖元
- 蘭渓道隆
- 叡尊
- 高弁
- 貞慶
- 良観
- 法然
- 親鸞
- 日蓮
- 一遍

#### 室町・戦国時代
- 文観
- 蓮如
- 日親
- 尋尊
- 満済
- 春屋妙葩
- 夢窓疎石
- 絶海中津
- 義堂周信
- 瑞渓周鳳
- 虎関師錬
- 一山一寧
- 季瓊真蘂
- 一休宗純

#### 安土桃山・江戸時代
- 天海
- 沢庵宗彭
- 隠元隆琦
- 良寛
- 円空
- 融観

## 中国哲学

### 諸子百家

#### 儒学者
- 孔子
- 曾子
- 荀子
- 孟子

#### 道家・老荘思想家
- 老子
- 荘子
- 列子
- 楊朱
- 管子-管仲に仮託した思想家グループ（法家に含む場合あり。）

#### その他諸子百家
- 墨子
- 韓非
- 孫武-兵法書「孫子」を著す。
- 呉起（あるいはその弟子？）-兵法書「呉子」を著す。
- 張儀
- 蘇秦

### 漢代以降

#### 儒学者
儒学者一覧を参照

#### その他思想家
- 王充
- 劉安-『淮南子』を著す。
- 葛洪
- 陶弘景
- 文中子
- 劉禹錫
- 王重陽
- 丘長春
- 李卓吾
- 洪自誠-『菜根譚』の著者。
- 呂新吾-思想家。『呻吟語』の著者。

## ユダヤ教・キリスト教

### ユダヤ教
- モーゼ
- アレクサンドリアのフィロン
- モーリッツ・ラーツァルス
- モーシェ・ベン＝マイモーン（イブン・マイムーン、マイモニデス）
- マルティン・ブーバー
- ゲルショム・ショーレム
- ヘルマン・コーエン
- バールーフ・デ・スピノザ
- バアル・シェム・トーブ
- フラウィウス・ヨセフス
- フランツ・ローゼンツヴァイク
- エマニュエル・レヴィナス
- ヴァルター・ベンヤミン
- アブラハム・ジョシュア・ヘシェル
- アブラハム・イブン・エズラ

### 原始キリスト教
- イエス
- パウロ
- ペトロ

### グノーシス主義
- ウァレンティノス（英語版）

### 教父
- アタナシウス
- アレイオス
- ネストリオス
- アウグスティヌス

### スコラ学
- アンセルムス
- アベラール
- ペトルス・ロンバルドゥス
- ブラバンのシゲルス
- アルベルトゥス・マグヌス
- トマス・アクィナス
- ボナヴェントゥラ
- ガンのヘンリクス
- ヨハネス・ドゥンス・スコトゥス
- ウィリアム・オッカム
- ロジャー・ベーコン
- アデラード(バスのアデラード)
- アマルリック

### ドイツ神秘思想
- マイスター・エックハルト
- ヤーコプ・ベーメ
- ヒルデガルト・フォン・ビンゲン
- ニコラウス・クザーヌス

### プロテスタント (宗教改革)
- マルティン・ルター
- ジャン・カルヴァン

### 現代キリスト教思想
- エティエンヌ・ジルソン
- マルティン・グラープマン
- ガブリエル・マルセル
- ピエール・テイヤール・ド・シャルダン
- カール・バルト
- マルティン・ブーバー
- C・S・ルイス
- ルドルフ・カール・ブルトマン
- パウル・ティリッヒ
- ラインホルド・ニーバー
- アーノルト・アルベルト・ファン・ルーラー
- ユルゲン・モルトマン
- ヴォルフハルト・パネンベルク
- パウル・アルトハウス

## 西洋哲学

### ルネサンス期の思想
- パラケルスス
- ジョルダーノ・ブルーノ
- レオナルド・ダ・ヴィンチ
- ニッコロ・マキャヴェッリ-代表作は『君主論』、『ローマ試論』
- マルシリオ・フィチーノ
- トマソ・カンパネッラ
- ハインリヒ・コルネリウス・アグリッパ
- ルシリオ・ヴァニニ
- ロレンツォ・ヴァッラ
- ピコ・デラ・ミランドラ
- トマス・モア

### モラリスト
- ミシェル・ド・モンテーニュ
- フランソワ・ド・ラ・ロシュフーコー
- ジャン・ド・ラ・ブリュイエール
- ヴォーヴナルグ
- アラン（エミール＝オーギュスト・シャルティエ）

### 大陸合理主義哲学
「大陸」とはドイツ・フランスまれにイタリアを含めた呼称である。英語圏の哲学に対していう。
- ルネ・デカルト
- バールーフ・デ・スピノザ
- ゴットフリート・ライプニッツ
- ニコラス・マールブランシュ
- ブレーズ・パスカル
- メーヌ・ド・ビラン

#### ライプニッツ・ヴォルフ学派
- クリスチャン・ヴォルフ
- エメーリヒ・フォン・ヴァッテル

### ケンブリッジ・プラトン学派
- ベンジャミン・ウィチカット
- ヘンリー・モア
- ラルフ・カドワース
- ジョン・スミス
- ナサニエル・カルヴァーウェル
- ピーター・ステリー

### イギリス経験論・スコットランド啓蒙（道徳感覚学派）
- フランシス・ベーコン (哲学者)
- トマス・ホッブズ
- ジョン・ロック - 代表作は「市民政府論」
- デイヴィッド・ヒューム
- ジョージ・バークリ
- トーマス・リード
- アダム・スミス
- ジョセフ・プリーストリー
- フランシス・ハチスン
- 第3代シャフツベリ伯

### 啓蒙思想
- ピエール・ベール - 代表作は「歴史批評辞典」
- シャルル・ド・モンテスキュー - 代表作は「法の精神」
- ドゥニ・ディドロ
- ジャン・ル・ロン・ダランベール
- ジャン＝ジャック・ルソー - 代表作は「社会契約論」
- ラ・メトリ
- エティエンヌ・ボノ・ドゥ・コンディヤック

### ドイツ啓蒙思想とドイツ古典主義
- モーゼス・メンデルスゾーン
- ヨハン・クリストフ・ゴットシェット
- ゴットホールト・エフライム・レッシング
- アレクサンダー・ゴットリープ・バウムガルテン
- ヨハン・ヨアヒム・ヴィンケルマン
- クリスチャン・ヴォルフ
- トマス・アプト
- ヨハン・ヴォルフガング・フォン・ゲーテ
- フリードリヒ・フォン・シラー
- クリストフ・フリードリヒ・ニコライ
- ヘルマン・ザムエル・ライマールス

### ドイツ批判哲学（批判哲学の反対者も含む)
下項ドイツ観念論も参照
- イマヌエル・カント
- ゴットリープ・ベンヤミン・イエッシェ
- クリスティアン・ヴァイス
- ヨハン・アウグスト・エーベルハルト
- ゴットロープ・エルンスト・シュルツェ
- ザーロモン・マイモン
- ヤーコプ・ジギスムント・ベック
- クリストフ・ゴットフリート・バルディリ

### ドイツ観念論（ドイツロマン主義など、その周辺も含む）
- ヨハン・ゲオルク・ハーマン
- ヨハン・ゴットフリート・ヘルダー
- ヨハン・ゴットリープ・フィヒテ
- フリードリッヒ・ヴィルヘルム・ヨーゼフ・フォン・シェリング
- ゲオルク・ヴィルヘルム・フリードリヒ・ヘーゲル
- フリードリヒ・ハインリヒ・ヤコービ
- アウグスト・ヴィルヘルム・シュレーゲル
- フリードリヒ・シュレーゲル
- ノヴァーリス
- カール・レオンハルト・ラインホルト
- カール・アドルフ・エッシェンマイヤー
- ヨハン・フリードリヒ・ヘルバルト
- イマヌエル・ヘルマン・フィヒテ
- ヨハン・ヤーコプ・ヴァーグナー
- フランツ・ヘムステルホイス
- カール・クリスティアン・クラウゼ
- ヤーコプ・フリードリヒ・フリース

### ヘーゲル学派

#### 老ヘーゲル派
ヘーゲル主義者の一覧を参照。

#### ヘーゲル中央派
ヘーゲル主義者の一覧を参照。

#### 青年ヘーゲル派（ヘーゲル左派）
- ブルーノ・バウアー
- エドガー・バウアー
- マックス・シュティルナー
- ルートヴィヒ・フォイエルバッハ
- ダーフィト・シュトラウス
- ミハイル・バクーニン
- フェルディナント・ラッサール
- モーゼス・ヘス
- アーノルト・ルーゲ
- ハインリヒ・ハイネ

### 実証主義
- オーギュスト・コント
- リヒャルト・ヴァーレ
- ベルナルデイオ・ヴァリスコ

### 古典社会学
- エミール・デュルケーム
- フェルディナント・テンニェース
- カール・マンハイム
- マックス・ヴェーバー
- アルフレート・ヴェーバー
- カール・ヴィルヘルム・イェルザレム
- ヴェルナー・ゾンバルト
- ハンス・フライヤー

### 功利主義
- ジェレミ・ベンサム
- ジェームズ・ミル
- ジョン・スチュアート・ミル
- ヘンリー・シジウィック
- ハーバート・スペンサー
- ジョージ・エドワード・ムーア
- ピーター・シンガー

### 社会主義
- アンリ・ド・サン＝シモン
- シャルル・フーリエ
- グラキュース・バブーフ
- ルイ・オーギュスト・ブランキ
- カール・マルクス -代表作は、「資本論」、「共産党宣言」
- フリードリヒ・エンゲルス-代表作は「反デューリング論」、「家族、私有財産、国家の起源」
- カール・グリューン
- ゲオルク・クールマン
- ウラジーミル・レーニン-代表作は、「帝国主義論」、「国家と革命」
- アレクサンドル・ゲルツェン
- エドゥアルト・ベルンシュタイン
- アントニオ・グラムシ-「獄中ノート」と云う膨大なノートで知られる。
- アントニオ・ラブリオーラ
- ローザ・ルクセンブルク-代表作は「資本蓄積論」
- レフ・トロツキー-代表作は、「ロシア革命史」
- トーマス・ホジスキン-代表作は「労働擁護論」
- ロバート・オウエン
- ブルーノ・バウアー
- モーゼス・ヘス
- フェルディナント・ラッサール
- ゲオルギー・プレハーノフ-代表作は、「歴史における個人の役割」、「史的一元論」
- フランツ・メーリング
- アンファンタン

### アナキズム
- ピエール・ヨゼフ・プルードン
- ミハイル・バクーニン-代表作は「神と国家」、「国家と無政府」
- ピョートル・クロポトキン-代表作は、「パンの略取」、「相互扶助論」
- ウラジミール・チェルケゾフ
- ピエール・ラムス(ルドルフ・グロスマン)
- エンリコ・マラテスタ
- カルロ・カフィエーロ
- アンドレア・コスタ
- ヨハン・モスト
- ジョルジュ・ソレル-代表作は「暴力論」「進歩の幻想」

### スラブ派
- コンスタンティン・アクサーコフ
- イワン・アクサーコフ
- コンスタンティン・レオンチェフ
- ニコライ・ダニエレフスキー

### ロシア宗教哲学
- ウラジーミル・ソロヴィヨフ
- ニコライ・ベルジャーエフ
- レフ・シェストフ

### プラグマティズム
- ウィリアム・ジェームズ
- ジョン・デューイ
- チャールズ・サンダース・パース
- ジョージ・ハーバート・ミード
- リチャード・ローティ

### 現象学
- フランツ・ブレンターノ
- アレクシウス・マイノング
- エドムント・フッサール
- マックス・シェーラー
- ニコライ・ハルトマン
- オスカー・ベッカー
- ハンス・リップス（英語版）
- ガブリエル・マルセル
- ローマン・インガルデン
- ルートヴィヒ・ラントグレーベ
- オイゲン・フィンク
- ジャン・ポール・サルトル
- モーリス・メルロー＝ポンティ
- マックス・ミューラー
- ミシェル・アンリ
- ゲルト・ブラント
- ハインリヒ・ロムバッハ
- ヘルマン・シュミッツ
- アントニオ・アグィーレ
- ミヒャエル・トイニッセン
- ベルンハルト・ヴァルデンフェルス
- ウルリッヒ・クレスゲス（ドイツ語版）
- オスカー・ヴルフ
- ヤン・パトチカ

### 生の哲学
- エドゥアルト・フォン・ハルトマン
- アルトゥル・ショーペンハウアー
- フリードリヒ・ニーチェ
- ゲオルク・ジンメル
- アンリ・ベルクソン
- ウラジミール・ジャンケレヴィッチ

### 新カント派
- フリードリヒ・アルベルト・ランゲ
- ヘルマン・コーエン
- パウル・ナトルプ
- ニコライ・ハルトマン
- エルンスト・カッシーラー
- ヴィルヘルム・ヴィンデルバント
- ハインリヒ・リッケルト
- エミール・ラスク
- エーリヒ・アディッケス

### 新ヘーゲル主義
ヘーゲル主義者の一覧を参照。

### 解釈学
- フリードリッヒ・シュライエルマッハー
- ヴィルヘルム・ディルタイ
- マルティン・ハイデッガー
- ハンス・ゲオルク・ガダマー
- ポール・リクール
- ハンス・ブルーメンベルク
- ゲオルク・アントン・フリードリヒ・アスト

### 実存哲学
- セーレン・キェルケゴール
- カール・ヤスパース
- ジャン＝ポール・サルトル
- シモーヌ・ド・ボーヴォワール

### ドイツ保守革命
- アルトゥール・メラー=ファン=デン=ブルック
- オスヴァルト・シュペングラー
- エルンスト・ユンガー
- カール・シュミット
- ハンス・ツェーラー
- エトガー・ユリウス・ユング
- アルミン・モーラー

### ファシズム
- ジョヴァンニ・ジェンティーレ
- オトマール・シュパン
- アルフレート・ボイムラー
- エルンスト・クリーク

### 20世紀のヒューマニズム
- マザー・テレサ
- マハトマ・ガンディー
- アルベルト・シュヴァイツァー

## 精神分析学
- ジークムント・フロイト
- アンナ・フロイト
- アルフレッド・アドラー
- ヴィルヘルム・ライヒ
- オットー・ランク
- カール・ユング
- フランツ・アレクサンダー

## 近世日本思想
- 安藤昌益
- 富永仲基
- 二宮尊徳
- 青木昆陽
- 高野長英
- 渡辺崋山
- 佐久間象山
- 山岡鉄舟
- 吉田松陰
- 横井小楠
- 佐藤信淵
- 三浦梅園

### 儒学

#### 朱子学
- 林羅山

#### 古学
- 山鹿素行
- 伊藤仁斎
- 荻生徂徠

### 心学
- 石田梅岩

### 国学
- 契沖
- 荷田春満
- 賀茂真淵
- 本居宣長
- 平田篤胤
- 塙保己一

### 水戸学
- 徳川光圀
- 藤田東湖

### 蘭学
- 志筑忠雄

### 武士道
- 山本常朝

## 近現代日本思想

### 啓蒙思想
- 福沢諭吉
- 森有礼
- 中村正直
- 加藤弘之
- 箕作秋坪
- 中江兆民
- 新渡戸稲造
- 金子堅太郎

### 京都学派
- 西田幾多郎
- 田邊元
- 波多野精一
- 朝永三十郎
- 和辻哲郎
- 久松真一
- 武内義範
- 土井虎賀壽
- 下村寅太郎
- 上田閑照
- 大橋良介
- 三木清 - 京都学派左派
- 戸坂潤 - 京都学派左派
- 中井正一 - 京都学派左派
- 久野収 - 京都学派左派
- 西谷啓治 - 京都学派四天王
- 高坂正顕 - 京都学派四天王
- 高山岩男 - 京都学派四天王
- 鈴木成高 - 京都学派四天王

### 哲学
- 九鬼周造
- 上山春平
- 井上哲次郎
- 高橋里美
- 田中美知太郎
- 廣松渉
- 加藤尚武
- 柄谷行人

#### 分析哲学・プラグマティズム
- 大森荘蔵
- 黒崎宏
- 市井三郎
- 丹治信春
- 坂本百大
- 永井均

#### 現象学
- 竹田青嗣

### 宗教思想

#### 仏教
- 清沢満之
- 井上円了
- 鈴木大拙

#### 儒教
- 渋沢栄一

#### キリスト教
- 新島襄
- 内村鑑三

### 言語学
- 井筒俊彦
- 時枝誠記
- 三浦つとむ

### 民俗学
- 柳田國男
- 折口信夫

### 文化人類学
- 今西錦司
- 梅棹忠夫
- 中沢新一

### 日本学
- 梅原猛

### 社会学
- 小室直樹
- 宮台真司

### 数学
- 岡潔

### 文芸批評
- 福田恆存
- 小林秀雄
- 江藤淳

### 歴史
- 内藤湖南
- 司馬遼太郎

#### 経済史
- 大塚久雄

#### 皇国史観
- 平泉澄

### 政治思想
- 吉野作造
- 丸山眞男

#### アジア主義
- 岡倉天心
- 頭山満
- 宮崎滔天
- 大川周明
- 鹿島守之助
- 田中清玄

#### 天皇主体説
- 穂積八束
- 上杉慎吉
- 蓑田胸喜

#### 天皇機関説
- 一木喜徳郎
- 美濃部達吉

#### 国家社会主義
- 北一輝
- 高畠素之
- 赤松克麿

#### 無政府主義
- 大杉栄

#### マルクス主義講座派
- 野呂栄太郎
- 山田盛太郎
- 平野義太郎
- 服部之総
- 羽仁五郎
- 大塚金之助

#### マルクス主義労農派
- 櫛田民蔵
- 大内兵衛
- 猪俣津南雄
- 土屋喬雄
- 向坂逸郎
- 有沢広巳
- 岡崎次郎
- 大森義太郎

#### 保守主義
- 金子堅太郎
- 西部邁
- 佐伯啓思
- 中野剛志

#### 自由主義
- 井上達夫

#### リバタリアニズム
- 森村進

### フェミニズム
- 上野千鶴子
- あおちゃんぺ

### 農本主義
明治前期・中期
- 西郷隆盛
- 前田正名
- 品川弥二郎
- 平田東助
- 谷干城
- 津田仙

明治後期・大正期
- 横井時敬
- 柳田國男
- 山崎延吉
- 河上肇
- 石黒忠篤
- 岡田温

昭和戦前期
- 権藤成卿
- 橘孝三郎
- 加藤完治
- 那須皓

### ジャーナリズム
- 石橋湛山
- 徳富蘇峰
- 山本七平
- 清水幾太郎

### その他
- 谷口雅春
- 三島由紀夫
- 吉本隆明

## フランス現代思想

### 構造主義
- クロード・レヴィ＝ストロース
- ルイ・アルチュセール
- ジャック・ラカン
- ロラン・バルト
- ジュリア・クリステヴァ

### ポストモダン
- ミシェル・フーコー
- ジル・ドゥルーズ
- ジャック・デリダ
- ジャン・ボードリヤール
- フェリックス・ガタリ
- ジャン・フランソワ・リオタール
- ポール・ド・マン
- ポール・ヴィリリオ

### その他
- クァンタン・メイヤスー
- マリ＝ジョゼ・モンザン

## ドイツ現代唯美派
- カール・ハインツ・ボーラー

## 近現代アメリカ思想(アメリカ哲学)
#プラグマティズム以外の思想家。プラグマティズムの項目も参照。
- ヘンリー・デイヴィッド・ソロー
- ラルフ・ウォルドー・エマーソン
- フリードリック・ジェームズ・ユージーン・ウッドブリッジ
- アンドリュー・キャンベル・アームストロング
- フレドリック・ジェイムソン
- スタンリー・カヴェル
- ジョアン・コプチェク

## スペイン現代思想
- ジョージ・サンタヤナ
- ミゲル・デ・ウナムーノ
- ホセ・オルテガ・イ・ガセット

## イタリア現代思想
- ベネデット・クローチェ
- アントニオ・バンフィ
- アントニオ・グラムシ
- ウンベルト・エーコ
- アントニオ・ネグリ
- マッシモ・カッチャーリ

## アフリカ現代思想
- アントン・ヴィルヘルム・ルドルフ・アモ（ガーナ）
- アミルカル・カブラル（ギニアビサウ）
- フランツ・ファノン（仏領マルティニーク）
- マルセル・グリオール（マリ共和国）
- パウリン・フォントンディー（ベナン）
- レオポルド・セダール・サンゴール（セネガル）
- プラシド・フラン・テンペル（コンゴ民主共和国）
- ゼラ・ヤコブ)（エチオピア）

## 哲学史家
- ルドルフ・アイスラー

## 近現代神秘学研究
- ルドルフ・シュタイナー
- アルフレート・ローゼンベルク
- ゴスヴィン・ウプフス
- ヴロンスキー

## 社会哲学
- シモーヌ・ヴェイユ
- ハンナ・アーレント
- ジョン・ロールズ
- エリック・ホッファー
- ルートヴィヒ・ヴォルトマン

### フランクフルト学派
- マックス・ホルクハイマー
- テオドール・アドルノ
- ヴァルター・ベンヤミン
- ヘルベルト・マルクーゼ
- アルフレート・シュミット
- ユルゲン・ハーバーマス
- エーリヒ・フロム
- アクセル・ホネット

## 言語哲学
- フェルディナン・ド・ソシュール
- オットー・イェスペルセン
- ルイス・イェルムスレウ

## 論理哲学・数理哲学・分析哲学
- ゴットロープ・フレーゲ
- バートランド・ラッセル
- ルートヴィヒ・ヴィトゲンシュタイン
- ウィラード・ヴァン・オーマン・クワイン
- ドナルド・デイヴィドソン
- ポール・ベナセラフ
- クルト・ゲーデル
- ジョン・サール
- フィリップ・フランク
- ヴィクトル・クラフト
- エルンスト・フォン・アスター
- ソール・アーロン・クリプキ

### 日常言語学派
- ギルバート・ライル
- ジョン・ラングショー・オースティン
- ピーター・フレデリック・ストローソン

### 論理実証主義
- ウィーン学団
- ルドルフ・カルナップ
- モーリッツ・シュリック
- カール・ヘンペル
- アルフレッド・エイヤー
- ハンス・ライヘンバッハ
- オットー・ノイラート

## 科学哲学
- カール・ポパー
- トーマス・クーン
- ポール・ファイヤアーベント
- マイケル・ポランニー
- エルンスト・マッハ
- パトリック・サッピ
- バス・C・ヴァン＝フラッセン
- イアン・ハッキング
- ウェズリー・C・サモン
- ジョン・アーマン
- ヘンリー・E・カイバーグ,Jr.
- ローレンス・スクラー
- ポール・テラー
- ポール・ヴァイス

### 科学認識論
- ガストン・バシュラール
- ジョルジュ・カンギレム
- アレクサンドル・コイレ

## その他の思想家
現在適切なカテゴリーがない思想家も含む。(出来次第適宜移動願います。)
- カール・フォン・クラウゼヴィッツ - プロイセンの軍人。戦争学者。著書『戦争論』は後世の軍隊・軍人に多大な影響を与えた。
- アルフレッド・ノース・ホワイトヘッド
- サミュエル・アレクサンダー - 進化論を元に、時間論・空間論などを手がけた。豪生まれのイギリスの哲学者。
- オットー・アーペルト - プラトン研究。フリース主義。ドイツ。
- アドルフ・クニッゲ - ドイツの作家。『人間交際術』の著者。
- バルタサル・グラシアン - スペインの哲学者。『賢人の知恵』の著者。
- エミール＝オーギュスト・シャルティエ
- トマス・ホッブス

- Portal:哲学